# Automotore FS 218
Gli automotori FS 218, tipo ABL VII, sono locomotive da manovra a scartamento normale che hanno iniziato a prestare servizio, nelle Ferrovie dello Stato italiane, a partire dal 1954.
Dal 1971, in questo gruppo è presente anche l'automotore 218.6098 che verrà trattato a parte, unico prototipo di costruzione Jenbacher Werke, all'inizio facente parte del gruppo FS 225.

## Caratteristiche
L'automotore, la cui massa era di 28 t era equipaggiato con un motore Diesel a 6 cilindri OM DG-L che sviluppava una di potenza di 122 kW (165 CV) a 1550 giri/minuto; la trasmissione meccanica con cambio a 5 marce più 5 ridotte che consentivano al rotabile di raggiungere la velocità massima di 50 km/h in linea e 30 km/h in manovra con le marce ridotte.

## Costruzione
Gli automotori sono stati realizzati tra il 1954 e il 1955 in sette esemplari dalla Antonio Badoni Spa. di Lecco, specializzata nella costruzione di mezzi da manovra.

## Servizio
Gli automotori della serie 218 hanno prestato servizio dal 1954 fino alla prima metà degli anni ottanta e sono stati tutti dismessi tra il 1982 e il 1984.

## Galleria d'immagini

Automotori FS 218.001 e 218.003 ferme nella Stazione di Motta Sant'Anastasia
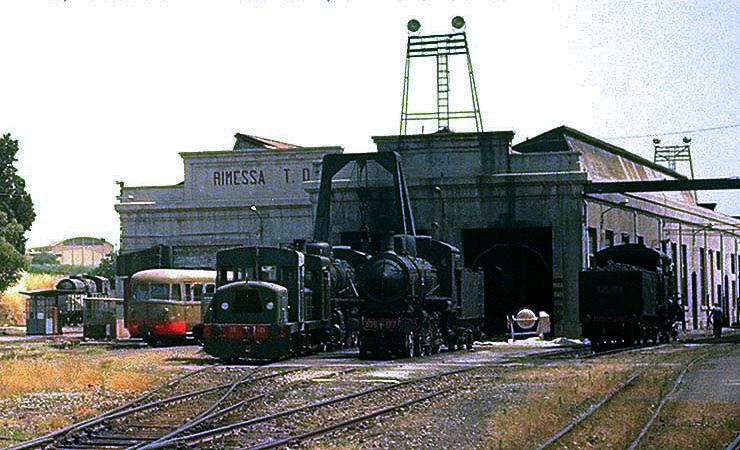
Automotore 218 nel deposito di Castelvetrano tra un'automotrice RALn 60 e una locomotiva 625